# Relations entre l'Inde et la Norvège
Les relations entre l'Inde et la Norvège sont les relations extérieures entre l'Inde et la Norvège.

## Histoire
Depuis l'indépendance de l'Inde en 1947, les deux nations ont maintenu une relation forte comme dans les relations de l'Inde avec les autres pays nordiques.
L'Inde a une ambassade à Oslo et des consulats honoraires à Bergen et Trondheim. La Norvège a une ambassade à New Delhi et trois consulats généraux à Madras, Calcutta et Bombay.